# Балыкова, Лариса Александровна
Лариса Александровна Балыкова (род. 3 сентября 1968 года, Саранск) — российский ученый в области педиатрии, доктор медицинских наук, профессор, директор Медицинского института, заведующая кафедрой педиатрии ФГБОУ ВПО «Мордовский государственный университет им. Н. П. Огарева», член-корреспондент РАН (2016).

## Биография
Получила высшее медицинское образование в Мордовском государственном университете, окончила клиническую ординатуру (специальность — клиническая фармакология), после чего защитила кандидатскую диссертацию в 1992 году.
С 1993 по 1999 годы преподавала на курсе клинической фармакологии в родном университете.
В 1999 году защитила докторскую диссертацию на тему: «Экспериментально-клиническое исследование эффективности метаболической терапии нарушений ритма сердца». В 2000 г. ей присвоено ученое звание профессора.
В 2001 году возглавила кафедру педиатрии ФГБОУ ВПО «Мордовский государственный университет им. Н. П. Огарева». На кафедре ведется подготовка интернов-педиатров, работает ординатура по неонатологии (с 2007 г.) и аспирантура по специальности «Педиатрия» (с 2009 г.). Она лично является научным руководителем ряда диссертационных работ, является членом Диссертационного совета университета Д 212.117.08. Председатель Локального Этического комитета при Мордовском университете.
В 2013 назначена ректором Медицинского института (подразделение Мордовского государственного университета). Под её руководством в 2017 г. на базе института открыт аккредитационно-симуляционный центр, занимающийся вопросами обучения и повышения квалификации студентов и практикующих врачей Республики.
В 2016 году избрана членом-корреспондентом Отделения медицинских наук Российской академии наук (специальность — педиатрия), став одним из молодых членов-корреспондентов (до 51 года).
Ведет активную общественную деятельность в рамках своих научных интересов: член Президиума Российского общества холтеровского мониторирования и неинвазивной электрофизиологии (РОХМиНЭ), член Федерального реестра экспертов в области научно-технической сферы, эксперт Росздравнадзора по Республике Мордовия, руководитель Мордовского регионального отделения Союза педиатров России, руководитель Республиканского общества врачей-педиатров и ряд других организаций. Является постоянным докладчиком крупных профессиональных конгрессов и конференций в России и за рубежом.
Является членом редакционного совета журнала «Педиатрия» (входит в Перечень рецензируемых журналов ВАК), редколлегии рецензируемого журнала «Российский вестник перинатологии и педиатрии», редакционного совета научно-практического медицинского журнала «Практическая медицина».

## Научные публикации
Лариса Балыкова опубликовала более 500 научных работ, а также учебно-методических. В том числе 5 монографий, 7 учебно-методических пособий для студентов медицинских вузов с грифом Учебно-методического объединения (УМО) по фармацевтическому и медицинскому образованию.
- Соматические заболевания детей старшего возраста и детские инфекции: Пособие для студентов лечеб. отд-ния, врачей-интернов, практ. врачей / [Сост.: Л. А. Балыкова и др.]. — Саранск: Морд. гос. ун-т им. Н. П. Огарева, 2000. — 98 с.
- Анатомо-физиологические особенности и соматические заболевания детей раннего возраста : (Клиника, диагностика, лечение) : Пособие для студентов лечеб. отд-ния, врачей-интернов, практ. врачей / [Сост: Л.А. Балыкова и др.]. - Саранск: Красный Октябрь, 2001. - 89 с.
- Балыкова Л. А., Науменко Е. И., Солдатов О. М. Руководство по детской ревматологии : Учеб.-[метод.] пособие : [Для студентов, обучающихся по специальности 040200 - педиатрия]- Саранск: Красный Октябрь, 2003. - 60 с.
- Балыкова Л. А., Науменко Е. И. Пособие по детской кардиологии : учеб. пособие для студентов, интернов, ординаторов и аспирантов, обучающихся по специальности «Педиатрия» — Саранск: Рузаевский печатник, 2004. — 141 с.
- Соматические заболевания детей старшего возраста и детские инфекции : (клиника, диагностика, лечение) : пособие для студентов лечеб. отд-ния, врачей-интернов, практ. врачей / [сост.: Л. А. Балыкова и др.]. - Изд. 2-е, перераб. - Саранск: Морд. гос. ун-т им. Н. П. Огарева, 2004. - 135 с.
- Балыкова Л. А. Науменко Е. И. Детская ревматология: учебное пособие для студентов, обучающихся по специальности 060103.65 «Педиатрия» / М-во образования и науки Российской Федерации, Федеральное гос. бюджетное образовательное учреждение высш. проф. образования «Мордовский гос. ун-т им. Н. П. Огарёва». — Саранск: Морд. гос. ун-т им. Н. П. Огарева, 2013. — 102 с.
- Дневник интерна / Федеральное гос. бюджетное образовательное учреждение высш. проф. образования «Мордовский гос. ун-т им. Н. П. Огарёва», Мед. ин-т; [сост.: Л. А. Балыкова, Н. М. Селезнева]. — Саранск: Морд. гос. ун-т им. Н. П. Огарева, 2014. — 23 с.
- Анатомо-физиологические особенности и соматические заболевания детского возраста: учебное пособие для студентов медицинских вузов / [составители: Л. А. Балыкова и др.]. — Изд. 2-е, испр. и доп. — Саранск: [б. и.], 2018. — 91 с.[3]

- Маркелова И. А., Балыкова Л. А., Ивянский С. А., Балашов В. П., Зайнутдинов Т. А. Применение метаболической терапии для оптимизации толерантности юных спортсменов к физическим нагрузкам. — 2008 / Том 87 / № 2
- Балыкова Л. А., Ивянский С. А., Макаров Л. М., Маркелова И. А., Киселева М. И., Балашов В. П. Перспективы метаболической терапии в детской спортивной кардиологии — 2009 / Том 88 / № 5
- Балыкова Л. А., Солдатов О. М., Самошкина Е. С., Пашуткина О. В., Балыкова А. В. Метаболический синдром у детей и подростков — 2010 / Том 89 / № 3
- Балыкова Л. А. , Солдатов О. М., Самошкина Е. С., Самошкина А. А. Лечение метаболического синдрома у детей и подростков — 2011 / Том 90 / № 2
- Ледяйкина Л. В., Балыкова Л. А., Власов А. П., Назарова И. С., Сюняева М. А., Трофимов В. А. Структурно-функциональные свойства гемоглобина при перинатальных поражениях ЦНС у новорожденных детей и возможности их коррекции — 2015 / Том 94 / № 1
- Балыкова Л. А., Ивянский С. А., Широкова А. А., Щекина Н. В., Михеева К. Н. Оценка уровня артериального давления у детей, привлеченных к регулярным занятиям спортом — 2015 / Том 94 / № 6
- Геппе Н. А., Теплякова Е. Д., Шульдяков А. А., Ляпина Е. П., Перминова О. А., Мартынова Г. П., Ситников И. Г., Анохин В. А., Фаткуллина Г. Р., Романенко В. В., Сависько А. А., Кондюрина Е. Г., Балыкова Л. А. Инновации в педиатрии: оптимальный клинический эффект при лечении ОРВИ у детей препаратом комплексного действия — 2016 / Том 95 / № 2
- Гарина С. В., Балыкова Л. А., Назарова И. С., Белкина Н. Р., Глухова Е. С. Постгипоксическая кардиопатия новорожденных: новые возможности лечения — 2017 / Том 96 / № 1
- Тумаева Т. С., Балыкова Л. А., Науменко Е. И., Шамова Н. Н. Нейровегетативная регуляция сердечного ритма у недоношенных детей, рождённых кесаревым сечением: клинико- инструментальные особенности, возможности медикаментозной коррекции — 2017 / Том 96 / № 3
- Краснопольская А. В., Балыкова Л. А., Широкова А. А., Самошкина Е. С., Корнилова Т. И. Особенности течения и факторы риска развития артериальной гипертензии у детей и подростков с ювенильными артритами — 2017 / Том 96 / № 3
- Варлашина К. А., Ивянский С. А., Науменко Е. И., Плешков С. А., Балыкова Л. А., Самошкина Е. С., Крупнова В. М. Нарушения ритма сердца у юных спортсменов: распространенность и подходы к коррекции с использованием метаболического средства — 2018 / Том 97 / № 3.[15]

- Тумаева Т. С., Герасименко А. В., Балыкова Л. А. Постнатальная перестройка центральной гемодинамики у детей, рождённых оперативным путем — 2015 / Том 60 / № 1
- Балыкова Л. А., Ивянский С. А., Щекина Н. В., Михеева К. Н., Урзяева А. М. Артериальная гипертензия у детей-спортсменов — 2015 / Том 60 / № 6
- Ключников С. О., Козлов Г. И., Самойлов А. С., Балыкова Л. А. Аннотация к «Формулярному руководству по применению лекарственных препаратов в детско-юношеском спорте» — 2015 / Том 60 / № 6
- Балыкова Л. А., Ивянский С. А., Чигинева К. Н. Актуальные проблемы медицинского сопровождения детского спорта — 2017 / Том 62 / № 2
- Ледяйкина Л. В., Балыкова Л. А., Герасименко А. В., Верещагина В. С., Радынова С. Б., Аданичкина О. И., Акимова Е. Б. Динамика показателей гемограммы у детей, рождённых с экстремально низкой массой тела — 2017 / Том 62 / № 2
- Балыкова Л. А., Леонтьева И. В., Урзяева Н. Н., Щекина Н. В., Петрушкина Ю. А., Ивянская Н. В., Соловьев В. М. Миокардит с исходом в дилатационную кардиомиопатию, осложненную рефрактерной сердечной недостаточностью и потребовавшую трансплантации сердца — 2018 / Том 63 / № 3.[16]

## Награды и звания
- Врач высшей категории
- Заслуженный врач Республики Мордовия
- Заслуженный деятель науки Республики Мордовия
- Почетная грамота Министерства образования и науки РФ (2006)
- Почетная грамота Государственного Собрания Республики Мордовия (2011)
- Грамоты Минздрава Республики Мордовия
- Дипломы Министерства образования РФ за научное руководство студенческими работами
- Грамоты Союза педиатров России и ряда других организаций
- Орден Пирогова (25.05.2022 г.)